# Liste de films algériens sortis en 1964
Liste de films algériens
- 1960
- 1961
- 1962
- 1963
- 1964
- 1965
- 1966
- 1967
- 1968

Liste non exhaustive de films algériens sortis en 1964.

## 1964
| Affiche | Titre             | Réalisateur    | Distribution | Genre       | Notes |
| ------- | ----------------- | -------------- | ------------ | ----------- | --- |
|         | Une si jeune paix | Jacques Charby |              | Docufiction | - Premier long-métrage de fiction produit en Algérie à l’indépendance - Jacques Charby, qui avait été condamné par contumace en 1961 à dix ans de prison pour aide au FLN, y raconte l'histoire de son fils adoptif Mustapha (l'enfant y tient son propre rôle), torturé et mutilé à l'âge de huit ans par les paras français |